# NYR: New York Race
NYR: New York Race est un jeu vidéo de course futuriste inspiré du film Le Cinquième Élément de Luc Besson, dans lequel le joueur fait la course contre 8 adversaires sur des circuits en 3 tours. Développé par le studio français Kalisto et édité par Wanadoo Édition, le jeu est sorti en 2001 sur PlayStation 2, Windows et Game Boy Color.

## Scénario
En 2215, la ville de New York organise des courses exceptionnelles à travers ses rues vertigineuses.

## Le jeu

### Mode de jeu
- Championnat
- Course unique
- Course contre la montre
- Keirin : À chaque checkpoint (point de passage), le dernier est éliminé. Cela ne commence qu'à partir du second tour.

### Voitures
Au lancement du jeu, seulement le taxi GMT Photon est disponible en mode Qualification. Puis en gagnant des courses au championnat, des catégories se débloquent :
- Débutant : véhicules moyennement rapides et adversaires moyens.
- Pro : véhicules rapides et adversaires doués.
- Expert : véhicules très rapides et adversaires extrêmement tenaces et doués.

- Le niveau Débutant comporte 6 véhicules plus 2 déblocables avec des codes.
- Le niveau Pro comporte 6 véhicules plus 6 déblocables avec les codes.
- Le niveau Expert comporte 12 véhicules plus 8 déblocables avec les codes.

Les premiers véhicules de chaque niveau se débloquent en réussissant à finir dans les 3 premiers du championnat du niveau inférieur.
Ainsi en finissant troisième, le joueur débloque un véhicule du niveau supérieur, en finissant second il en débloque deux, et en finissant premier il en débloque trois.
Dans chacune des catégories, il existe trois types de voitures :
- Speeder : forte accélération et faible blindage.
- Hovercar : sans point fort ni point faible.
- Cruiser : fort blindage et faible accélération.

### Adversaires
Il y a un total de 14 adversaires, tous des personnages issus du film, déblocables au cours des niveaux.
Au niveau Qualification, 7 adversaires sont contre vous :
- Pizza : le traiteur chinois que Korben appelle pour nourrir aussi son chat.
- Général : le général qui vient annoncer à Korben qu'il est envoyé pour "sauver le monde".
- Cornelius : le prêtre Vito Cornelius.
- Junky : l’homme qui vient chez Korben pour lui voler son "cash".
- Major : le major avec le double-chignon qui accompagne le général chez Korben, et qui devait se faire passer pour sa femme.
- Diva : la diva Plavalaguna qui porte en elle les quatre éléments.
- Hôtesse : l'hôtesse de l'aéroport qui enregistre Korben pour embarquer sur le Fhloston Paradise.

Il y a ensuite 3 nouveaux adversaires qui se débloquent au niveau Débutant :
- Ray : l'artiste malentendant qui passe deux boules de billard à Korben lors du raid des mangalores sur le Fhloston Paradise.
- Ruby : Ruby Rhod lui-même.
- Mangalore : un des mangalores au service de Zorg. Il s'agit probablement de Arknot, leur chef.

Puis 2 nouveaux adversaires se débloquent au niveau Pro :
- Sportif : le bras droit de Zorg qui explose avec la cabine téléphonique dans l'aéroport après avoir raté l'embarcation.
- Serveur : le robot barman qui sert Cornelius et David à l'aéroport.

Enfin, 2 derniers adversaires se débloquent au niveau Expert :
- Leeloo : Leeloo elle-même.
- Zorg : Jean-Baptiste Emmanuel Zorg lui-même.

### Types de circuits
Quatre sortes de circuits existent :
- Classe moyenne : zone industrielle, quartier d'affaires, à mi-hauteur de la ville.
- Jet Set : baigné dans la lumière du jour, au sommet des immeubles.
- Chinatown : le quartier chinois, très animé, avec des rues sinueuses.
- Les bas-fonds : les fondations des tours de New York, très sombres et brumeuses.

### Circuits
Il y a 12 circuits, se débloquant à mesure que le joueur est promu dans les catégories :
- La galerie marchande : il s'agit du premier circuit du jeu, disponible dès le départ. Il est relativement court, avec des couloirs larges sans grande difficulté. On note le passage sous un pont qui rappelle la Tour Eiffel, et une statue géante d'un hamburger en plein milieu de la galerie.

#### Circuits débloqués au niveau Débutant
- La gare : c'est un circuit sans signe particulier, ni difficulté, à l'exception d'un passage divisé en multitude de petits couloirs sinueux.
- L'aquarium : circuit plus long que les deux précédents, reconnaissable à la piste qui tourne en colimaçon à l'intérieur de l'aquarium. C'est l'un des plus beaux circuits à parcourir.

#### Circuits débloqués au niveau Pro
- La station d'épuration : circuit technique, mélange entre la classe moyenne et les bas-fonds. Le principal point d'intérêt réside dans la station de traitement des eaux, très étroite et piégeuse.
- Le parc asiatique : l'un des plus grands circuits du jeu, qui se déroule principalement dans un immense parc chinois. Le reste du tracé est assez sinueux.
- La fête foraine : le circuit le plus coloré. Nous sommes plongés en plein cœur d'une fête foraine, avec une forte luminosité, contrastée avec une attraction, similaire à des montagnes russes pour voitures, assez sombre, rapide et sinueuse. Toute erreur est peu rattrapable, avec une grande roue qui tourne relativement vite à l'entrée des montagnes russes. Il n'est pas excessivement long.
- Les égouts : ce circuit nous amène aussi dans les souterrains où circule le métro.

#### Circuits débloqués au niveau Expert
- L'aéroport : le circuit le plus long. Assez large, il nous permet, en fin de circuit, de passer par l'aéroport. Attention aux avions qui décollent.
- La station TV : situé en plein centre-ville, ce circuit, dans lequel vous courrez le matin, est très sinueux, rempli de petites ruelles assez hautes. Privilégiez donc des dépassements en piqué.
- Les docks : un dock entièrement mécanisé où toute vie humaine semble avoir disparu, une lumière orange montre à quel point le climat est sale et contaminé par la pollution et autres gaz toxiques.
- L'autodrome : circuit vaste qui comprend un autodrome en colimaçon, à la manière de la Tour Aquarium. Le reste du tracé ne comporte rien de particulier.
- La décharge : le centre d'incinération géant de la ville, le circuit d'une luminosité violette est très sinueux.

### Bonus
Comme le jeu est inspiré du 5e élément, il parait logique que les bonus soient les quatre éléments :
- Eau

Une sphère d'eau se crée derrière le véhicule et si un adversaire entre dedans, il est ralenti pendant quelques secondes mais ne subit aucun dommage. Elle est d'environ 15 mètres de diamètre.
- Terre

Un bouclier translucide protège le véhicule quelques secondes, régénérant au passage l'armure du véhicule.
- Feu

Une boule de feu autoguidée ralentit et réduit le champ de force de l'adversaire dans le champ de vision.
- Air

Une accélération temporaire est activée.
Certains bonus peuvent s'annuler entre eux. Par exemple l'air permet de s'extirper de l'eau, la terre protège du feu, le feu évapore l'eau...